# シュレック2
『シュレック2』（原題: Shrek 2）は、2004年のアメリカ合衆国のコンピュータアニメーション・ファンタジー・コメディ映画。

## 概要
ウィリアム・スタイグが1990年に発表した絵本『みにくいシュレック』を原作とする。『シュレック』の続編であり、『シュレックシリーズ』の第2作目である。アンドリュー・アダムソン、ケリー・アズベリー、コンラッド・ヴァーノンが監督を務めた。マイク・マイヤーズ、エディ・マーフィ、キャメロン・ディアスが、シュレック、ドンキー、フィオナ姫の声を続投した。さらに、アントニオ・バンデラス、ジュリー・アンドリュース、ジョン・クリーズ、ルパート・エヴェレット、ジェニファー・ソーンダースが新キャラクターとして声を担当した。前作同様、おとぎ話を題材にした他の作品のパロディや、アメリカの大衆文化を取り入れた内容になっている。本作は、1作目の出来事の後、シュレックとドンキーがフィオナの両親に会うところから始まる。フィオナを自分の息子であるチャーミング王子と結婚させたいフェアリー・ゴッドマザーは、シュレックとフィオナの結婚を破談にさせようと企む。シュレックとドンキーは、長ぐつをはいたネコと一緒に、彼女の計画を阻止するために立ち向かう。
2001年に制作が始まり、プロデューサーとの意見の相違から、前作の脚本家であるテッド・エリオットとテリー・ロッシオからアンドリュー・アダムソンに変更された。ストーリーは、1967年のドラマ映画『招かれざる客』からヒントを得ており、新しいアニメーションツールを活用して、長ぐつをはいたネコを筆頭に各キャラクターのビジュアルを向上させた。主演声優の給与も1,000万ドルと大幅にアップし、これは当時、それぞれのキャリアで最高額の契約となった。
2004年のカンヌ国際映画祭でプレミア上映され、パルム・ドールを競った後、2004年5月19日に劇場公開された。前作同様、高い評価を受け、全世界で9億2,870万ドルの興行収入を記録した。週末3日間のオープニング成績は全米史上2位、公開当時のアニメ映画としては最大のオープニングを記録した。その後、2004年の世界興行収入第1位を記録した。ドリームワークス・アニメーション長編シリーズの中で最も成功した作品でもあり、2010年に『トイ・ストーリー3』に抜かれるまで、全世界のアニメーション映画で歴代最高の収益を上げていた。アカデミー賞では長編アニメ映画賞と歌曲賞にノミネートされ、関連するサウンドトラックは全米Billboard 200のトップ10にランクインした。2007年5月には続編の『シュレック3』が公開された。

## ストーリー
前作でフィオナの呪いを解き、無事に結婚したシュレックとフィオナ。ハネムーンから帰って来てみると、フィオナの両親である「遠い遠い国」のハロルド国王、リリアン王妃からの使いが待っていた。フィオナの結婚を知って、祝福するために2人を王国へ招いているのだ。気が進まないシュレックだったが、フィオナに押し切られる形で、留守をクッキーマン達に任せ、ドラコンと気まずい感じになったというドンキーも勝手に同行し、旅出つことになった。
遠い遠い国は大都会。出迎えた国王夫婦と国民たちは、シュレックが緑色の怪物だと知って茫然となる。晩餐会でも国王とシュレックの溝は深まるばかりでフィオナは途中で席を立って部屋に閉じこもってしまう。そこへフェアリー・ゴッドマザーが現れ、フィオナの願いをかなえてあげると唆すが、フィオナは断る。その後、シュレックもフィオナの部屋を訪れ、帰ると主張するシュレックに、フィオナは両親と仲良くする努力をしてほしい頼み、シュレックとフィオナは仲違いする。その夜、偶然子供時代のフィオナの日記を見たシュレックはその中にチャーミング王子という婚約者がいたことを知り、怪物であることに苦悩する。
フェアリー・ゴッドマザーは次に国王を呼び出し、昔に国王の望みをかなえる代わりに取り交わした約束に従って、フィオナをフェアリー・ゴッドマザーの息子・チャーミング王子と結婚させるよう責め立てる。しかたなく国王は殺し屋・長ぐつをはいたネコをシュレックに差し向ける。しかし、偶然の出来事もあって暗殺は失敗し、さらに長ぐつをはいた猫も恩を返すためにシュレックの仲間に加わる。シュレックは国王にそんなに嫌われていたのかと落ち込み、フィオナのためにも自分を変えようと決心する。
シュレックはフェアリー・ゴッドマザーにフィオナを幸せにする方法を相談するが「プリンセスは怪物とは幸せになれない」と追い返される。その帰路、魔法薬工場で「いつまでも幸せに」と書かれた薬を見つけて盗み出す。その薬を飲んだら、シュレックはハンサムな人間の男性に、ドンキーは白馬へと変身。城にいたフィオナもかつての美しい人間の女性の姿になった。薬の効果を永遠のものにするためには、夜中の12時までに運命の人とキスしなければならない。シュレックは城に戻るが、フェアリー・ゴッドマザーの計略で人間になったシュレックになりすましたチャーミング王子がフィオナを抱きしめていた。フィオナがチャーミング王子を愛していると思い込んだシュレックは身を引くことを決心するが、その途中で全てがフェアリー・ゴッドマザーの策略だったと知ると、フィオナとチャーミング王子の結婚式を阻止しようとするシュレック達だったが、フェアリー・ゴッドマザーの手下によって捕えられてしまう。
監禁されていたシュレック達は魔法の鏡でその様子を見ていたクッキーマンやピノキオたちおとぎ話のキャラクターに助けられ、仲間たちと共に城に乗り込んだ。シュレックが乱入したことでチャーミング王子はシュレックではないことを知ったフィオナは彼の元に向かうも惚れ薬入りお茶を飲んだ彼女にチャーミング王子はキスをして自分のものにしようとするが罪悪感を抱いた国王が普通のお茶とすり替え、阻止された。
フェアリー・ゴッドマザーは魔法の杖でシュレックを攻撃するが、国王がシュレックを庇い、鎧によって跳ね返った魔法によってフェアリー・ゴッドマザーは消滅した。その効果で国王は元の「カエルの王様」のカエルに姿に戻り、今までの非礼を詫び、二人の結婚を祝福した。
シュレックはフィオナに、今キスすればこの美しい姿のままでいられると言ったが、フィオナは怪物の姿を選び、2人はまた緑色の怪物夫婦に戻って、みんなから祝福されて醜く幸せに暮らした。そしてドンキーもドラゴンとの間に生まれた子供達に囲まれ、幸せに暮らした。

## キャスト
| 役名                           | 声優                                                              | 声優                      |
| 役名                           | 原語版                                                            | 日本語吹替版              |
| ------------------------------ | ----------------------------------------------------------------- | ------------------------- |
| シュレック                     | マイク・マイヤーズ                                                | 浜田雅功 （ダウンタウン） |
| ドンキー                       | エディ・マーフィ                                                  | 山寺宏一                  |
| フィオナ姫                     | キャメロン・ディアス                                              | 藤原紀香                  |
| リリアン王妃                   | ジュリー・アンドリュース                                          | 沢田敏子                  |
| 長ぐつをはいたネコ             | アントニオ・バンデラス                                            | 竹中直人                  |
| ハロルド国王                   | ジョン・クリーズ                                                  | 青野武                    |
| チャーミング王子               | ルパート・エヴェレット                                            | 石塚運昇                  |
| フェアリー・ゴッドマザー       | ジェニファー・ソーンダース                                        | さとうあい                |
| オオカミ                       | アーロン・ワーナー                                                | 内海賢二                  |
| ピノキオ                       | コディ・キャメロン                                                | 飛田展男                  |
| 三匹の子豚                     | コディ・キャメロン                                                | 龍田直樹 松本大 稲葉実    |
| スリー・ブラインド・マイス     | クリストファー・ナイツ サイモン・J・スミス                        | 高木渉                    |
| クッキーマン                   | コンラッド・ヴァーノン                                            | 結城比呂                  |
| ケーキマン                     | コンラッド・ヴァーノン                                            | 仲野裕                    |
| ジャンボ                       | コンラッド・ヴァーノン                                            | 北川勝博                  |
| セドリック                     | コンラッド・ヴァーノン                                            | -                         |
| 魔法の鏡                       | クリス・ミラー                                                    | 稲葉実                    |
| ドレッサー                     | マーク・モーズリー                                                | -                         |
| ドリス                         | ラリー・キング、ジョナサン・ロス （イギリス版）（ジョン・カビラ） | -                         |
| レッドカーペットのアナウンサー | ジョーン・リバーズ、ケイト・ソーントン （イギリス版）（朴璐美）   | -                         |
| アナウンサー                   | コンラッド・ヴァーノン                                            | -                         |
| ファストフードの店員           | ケリー・クーニー                                                  | -                         |
| 衛兵長                         | アンドリュー・アダムソン                                          | -                         |
| エルフ                         | ケリー・アズベリー                                                | -                         |
| 貴族                           | ケリー・アズベリー                                                | -                         |
| 貴族の子供                     | ケリー・アズベリー                                                | -                         |
| 王国警察24時のナレーション     | ケリー・アズベリー                                                | 内海賢二                  |

ジョーン・リバーズが本人役で出演したことで、シュレックのアニメーションチームが初めて実在の人物をスクリーンに登場させることになった。イギリスでは、司会者のケイト・ソーントンが彼女の役を（映像はそのままに）吹き替えた。
サイモン・コーウェル（藤原啓治）は、DVDの特典映像とアメリカ版VHSのクレジット直前で、『アメリカン・アイドル』のパロディである『"遠い遠い国" アイドル・コンテスト』に本人役で出演している。
日本語吹替版ではその他にも、福田信昭、渡辺美佐、中多和宏、藤貴子、佐藤しのぶ、山川亜弥が声を担当している。

## 制作
2001年、前作がヒットした直後、マイク・マイヤーズ、エディ・マーフィ、キャメロン・ディアスの3人を本作に続投させるため、各1,000万ドルの契約一時金とともに交渉した。この昇給は、前作で3人がそれぞれもらっていた35万ドルから大幅に上がったことになる。制作総指揮者でドリームワークスの共同創業者であるジェフリー・カッツェンバーグによれば、この交渉は声優の全キャリアの中でおそらく最高の支払額であった。各声優は合計で15時間から18時間働くことになり、7,000万ドルの予算で制作された。
前作の脚本家テッド・エリオットとテリー・ロッシオは、続編を伝統的な童話にすることを主張したが、プロデューサーとの意見の相違から、企画から外れ、監督をアンドリュー・アダムソンに交代した。脚本は、1967年のドラマ映画『招かれざる客』から着想を得て、共同監督であるケリー・アズベリーとコンラッド・ヴァーノンの協力を得て完成した。アダムソンは制作期間のほとんどを北カリフォルニアで、声優たちはカリフォルニアのグレンデールで過ごしていた。
ドリームワークスは、前作が完成する前の2001年に本作の制作を開始した。前作よりも多くの人間のキャラクターを追加し、いくつかの新しいアニメーション・レンダリングシステムを使用してキャラクターの外観と動きを改善した。特に長ぐつをはいたネコは、ベルト、帽子の毛並みなどを表現するために、まったく新しい映像制作ツールを開発する必要があり、特に毛皮はファーシェーダのアップグレードが必要だった。キャラクター設定は、制作開始から3年ですべて完了した。
初期バージョンでは、シュレックが王位を退き、おとぎ話のような選挙を呼びかけた。ピノキオのキャンペーンは「正直」、クッキーマンのキャンペーンは「中傷」だった。アダムソンは、このプロットには面白いアイデアがたくさんあったが、風刺や政治的な要素が強すぎ、「感情よりも知的なもの」と考えていたという。オリジナル作品と比較すると、照明の面でもかなり暗く見える。デザイナーは、19世紀のフランスの挿絵画家・版画家のギュスターヴ・ドレからインスピレーションを得て、本作の豊かなディテールや設定を改善したと伝えられている。プロダクションデザイナーのギョーム・アレトスによると、「中世の絵画やイラストがたくさんあり、（私自身も）15-16世紀の古典絵画に影響を受けています。シュレックのデザインは、とにかくいつも現実をひねっているので、イメージにできる限り詳細さと興味を詰め込もうとしました」と述べている。

### 音楽
サウンドトラックは、ハリー・グレッグソン＝ウィリアムズが単独で作曲した。これは、全米Billboard 200で8位、全米ビルボードで1位を獲得した。また、1980年代のボニー・タイラーのヒット曲「ホールディング・アウト・フォー・ア・ヒーロー」を2バージョン収録している。

## 封切り
2004年4月、2004年カンヌ国際映画祭のパルム・ドール候補に選出された。
当初、2004年6月18日に公開される予定だった。その後、5月21日に前倒しで公開されたが、観客の要望により、5月19日に2日前倒しで公開されることになった。劇場公開の前日、ニコロデオンの『U-Pick Live』で最初の5分間が公開された。
アメリカでの最初の週末に4,163館で上映され、初めて4,000館を超える作品となった。初日の上映館数は3,700館以上となった。2014年7月、本作の配給権はドリームワークス・アニメーションがパラマウント・ピクチャーズ（2005年以前のドリームワークス・ピクチャーズのカタログの所有者）から買い取り、20世紀フォックス（現：20世紀スタジオ）に譲渡された後、2018年にユニバーサル・ピクチャーズに戻された。

### DVDリリース
2004年11月5日にVHSとDVDで、2005年11月17日にゲームボーイ・アドバンス・ビデオで発売された。3,700万枚を超える販売数となり、ベストセラーのDVDとなった。2010年12月1日には、他のシリーズ3作品とともに、サムスンの一部のテレビで3D変換されたバージョンがブルーレイで独占発売された。2010年12月7日に『Shrek The Whole Story』の一部として非3Dバージョンが発売され、2011年8月30日にシリーズの他の2作品とともに単体のBlu-ray/DVDコンボパックが発売された。2011年11月1日には、3Dブルーレイの単体版が発売された。DVDには、コンラッド・ヴァーノンとケリー・アズベリーの共同監督によるコメンタリー、プロデューサーのアーロン・ワーナーと編集者のマイケル・アンドリュースによるコメンタリーの2本立てが収録された。

### コンピュータゲーム
- Shrek 2（英語版）（2004年）
- Shrek 2 Activity Center: Twisted Fairy Tale Fun（2004年）[40]
- Shrek 2: Beg for Mercy（2004年）[41]
- Shrek SuperSlam（英語版）（2005年）
- Shrek Smash n' Crash Racing（英語版）（2006年）

### 小説
「Shrek 2: The Movie Storybook」は、2004年にスカラスティックから出版された。トム・メイソンとダン・ダンコが脚本を書き、マイケル・ケルシュがイラストを担当した。

### 地上波放送
- 月曜ゴールデン（2007年6月25日 21:00-22:54 TBS） - 『シュレック3』の公開を記念して地上波初放送された[43]。

### 続編・スピンオフ作品
本作には、『シュレック3』と『シュレック フォーエバー』の2つの続編が存在する。2011年10月28日には、本作で登場した長ぐつをはいたネコに焦点を当てたスピンオフ作品『長ぐつをはいたネコ』が公開された。2018年11月6日、『バラエティ』によって、クリス・メレダンドリが『シュレック』と『長ぐつをはいたネコ』の両方のリブートを任され、オリジナルキャストが戻ってくる可能性があると報じられた。

## 作品の評価

### 興行収入
本作は、金曜日から日曜日までの累計興行収入が1億800万ドル、水曜日の公開以来1億2,900万ドルで、当時最高の4,163館で公開され、週末には1館あたり平均25,952ドルで1位を記録した。当時、金曜日から日曜日までの累計は、『スパイダーマン』の1億1,480万ドルに次ぐ、2番目に高いオープニング週末だった。また、土曜日だけで4,480万ドルを記録し、『スパイダーマン』の最初の土曜日の興行収入4,360万ドルを上回り、当時の単日興行収入として最高となった。2週目の週末も1位を維持し、4,223館に拡大、メモリアルデーの週末4日間でさらに9,560万ドルを記録し、新規公開の『デイ・アフター・トゥモロー』の4日間の集計8,580万ドルを僅差で上回った。週間トップ10に10週入りし、7月29日までその座を守り、149日間（約21週間）公開され、2004年11月25日に公開を終了した。2004年7月2日にイギリスで公開され、その後2週間の週末興行収入でトップに立ったが、『スパイダーマン2』に追い抜かれた。
また、国内（アメリカとカナダ）で4億4,120万ドル、海外市場で4億8,750万ドル、全世界で合計9億2,870万ドルを記録し、2004年とシリーズの両方で最高の興行収入を記録した。国内興行収入では歴代14位、世界興行収入では歴代42位を記録した。アメリカでは、推定7,105万900枚のチケットを販売した。
また、それまで『ファインディング・ニモ』が持っていた長編アニメーションの世界興収の最高記録を奪ったが、海外のみの興収では後者の方が上となった。DVDの売上と商品の総額は約8億ドルと推定され、1億5,000万ドルの予算で制作された本作は、ドリームワークスにとってこれまでで最も収益性の高い作品となっている。
『トイ・ストーリー3』の公開まで、全世界で最も高い興行収入を記録したアニメーション映画であり続け、『ファインディング・ドリー』の公開まで北米の興行収入の最高記録を保持するとともに、ディズニー以外のアニメーション映画でこの興行収入の最高記録も保持している。
また、『ライオン・キング』（2011年）、『ファインディング・ニモ』（2012年）、『怪盗グルーのミニオン危機一発』（2013年）、『アナと雪の女王』（2013年）、『ミニオンズ』（2015年）、『ズートピア』（2016年）、『ファインディング・ドリー』（2016年）、『怪盗グルーのミニオン大脱走』（2017年）、『インクレディブル・ファミリー』（2018年）、『トイ・ストーリー4』（2019年）、『ライオン・キング』（2019年）、『アナと雪の女王2』（2019年）がそれぞれ本作を上回り、歴代アニメーション映画興収の14位に降格した。

### 映画批評家によるレビュー
本作は、レビュー収集サイトであるRotten Tomatoesの237件の批評家のレビューに基づく支持率が89％で、平均評価は7.7/10となった。その批評家のコメントとして、「オリジナルほど新鮮ではないかもしれないが、話題性のあるユーモアとカラフルな二次キャラクターによって、本作はそれ自体で勝者となっている」とある。Metacritic（加重平均方式）は、40人の批評家に よる評価を100点満点中75点とし、「おおむね好評」であるこ とを示した。CinemaScoreによる観客の投票では、A+からFのスケールで平均「A」の評価を得た。
ロジャー・イーバートは4つ星のうち3つを与え、「明るく、生き生きとしていて、面白い」と評し、『ロッキー・マウンテン・ニュース』のロバート・デナースタインは「鋭く面白い」と評した。『Qネットワーク』のジェームズ・ケンドリックは、「馴染みがあるが、面白い」と賞賛している。『シカゴ・リーダー』のJ. R.ジョーンズは、「難攻不落のファミリー・エンターテインメント」と評し、前作と同様の内容であるとした。『ワシントン・ポスト』のマイケル・オサリバンは、「オリジナルよりも良く、面白い」と評価した。
前作ほどではないと書いているものの、『フィルム・ジャーナリスト・インターナショナル』のケビン・ラリーは「独創的で、非常に面白い」と評している。しかし、『ニューヨーク・マガジン』のピーター・レイナーは、「前作がCGの楽しさにあふれていたが、本作ではほとんどなくしてしまった」と述べている。

### 受賞歴
本作は2004年のカンヌ国際映画祭でパルム・ドールにノミネートされた。第31回ピープルズ・チョイス・アワードでアニメ映画賞、映画スター賞として「ドンキー」（エディ・マーフィー）、コメディ映画賞、映画悪役賞として「フェアリー・ゴッドマザー」（ジェニファー・サンダース）、続編賞の4部門の5冠を達成した。また、ティーン・チョイス・アワードのチョイス・ムービーのコメディ部門を受賞した。また、第3回視覚効果協会賞のアニメーション作品におけるキャラクター演技賞にノミネートされた。
『シャーク・テイル』とともにアカデミー長編アニメ映画賞にノミネートされたが、『Mr.インクレディブル』に敗れることとなった。主題歌の一つである「アクシデンタリー・イン・ラヴ」は、アカデミー歌曲賞、ゴールデングローブ賞 主題歌賞などにノミネートされた。
2008年には、アメリカン・フィルム・インスティチュートが選ぶ「10ジャンルのトップ10」のアニメ映画部門にノミネートされた。
| 賞                                     | カテゴリー                                 | 受賞者 | 結果       |
| -------------------------------------- | ------------------------------------------ | --- | ---------- |
| アカデミー賞                           | 長編アニメ映画賞                           | アンドリュー・アダムソン | ノミネート |
| アカデミー賞                           | 歌曲賞                                     | 「アクシデンタリー・イン・ラヴ」 | ノミネート |
| アニー賞                               | 長編作品賞                                 | アンドリュー・アダムソン | ノミネート |
| アニー賞                               | 長編作品音楽賞                             | ハリー・グレッグソン＝ウィリアムズ | ノミネート |
| アニー賞                               | 長編作品絵コンテ賞                         | コンラッド・ヴァーノン | ノミネート |
| アニー賞                               | 長編作品声優賞                             | アントニオ・バンデラス | ノミネート |
| アニー賞                               | 長編作品脚本賞                             | アンドリュー・アダムソン ジョー・スティルマン J・デイビット・スターン デヴィッド・N・ワイス | ノミネート |
| サーキット・コミュニティー・アワード   | 長編アニメ映画賞                           | | 2位        |
| BMI映画・テレビ賞                      | BMI映画音楽賞                              | ハリー・グレッグソン＝ウィリアムズ | 受賞       |
| BMI映画・テレビ賞                      | 映画音楽賞                                 | 「アクシデンタリー・イン・ラヴ」 | 受賞       |
| クリティクス・チョイス・アワード       | アニメ映画賞                               | | ノミネート |
| クリティクス・チョイス・アワード       | 歌曲賞                                     | 「アクシデンタリー・イン・ラヴ」 | ノミネート |
| カンヌ国際映画祭                       | パルム・ドール                             | アンドリュー・アダムソン ケリー・アズベリー コンラッド・ヴァーノン | ノミネート |
| ダラス・フォートワース映画批評家協会賞 | 長編アニメ映画賞                           | | ノミネート |
| ゴールドダービー賞                     | 長編アニメ映画賞                           | | ノミネート |
| ゴールドダービー賞                     | 歌曲賞                                     | カウンティング・クロウズ | ノミネート |
| ゴールデン・シュモーズ賞               | 評価映画賞                                 | | ノミネート |
| ゴールデン・シュモーズ賞               | 長編アニメ映画賞                           | | ノミネート |
| ゴールデン・シュモーズ賞               | キャラクター賞                             | 長ぐつをはいたネコ | ノミネート |
| ゴールデン・トレーラー賞               | アニメファミリー賞                         | | ノミネート |
| グラミー賞                             | サウンドトラック賞                         | アンドリュー・アダムソン クリス・ドゥリダス マイケル・オスティン | ノミネート |
| グラミー賞                             | 歌曲賞                                     | デイビッド・ブライソン アダム・デュリッツ デヴィッド・イマーグラック マット・マレー ダン・ビックリー | ノミネート |
| ハリウッド映画賞                       | 長編アニメ映画賞                           | アンドリュー・アダムソン ケリー・アズベリー コンラッド・ヴァーノン | 受賞       |
| 国際映画音楽批評家協会賞               | 作曲賞                                     | ハリー・グレッグソン＝ウィリアムズ | ノミネート |
| 国際オンライン映画賞                   | 長編アニメ映画賞                           | アンドリュー・アダムソン ケリー・アズベリー コンラッド・ヴァーノン | ノミネート |
| 国際オンライン映画賞                   | 歌曲賞                                     | 「アクシデンタリー・イン・ラヴ」 | ノミネート |
| アイリッシュ映画テレビ賞               | 国際女優賞                                 | キャメロン・ディアス | ノミネート |
| イタリア映画ジャーナリスト協会賞       | 外国人監督賞                               | アンドリュー・アダムソン ケリー・アズベリー コンラッド・ヴァーノン | ノミネート |
| イタリア・オンライン映画賞             | 長編アニメ映画賞                           | | 受賞       |
| イタリア・オンライン映画賞             | 歌曲賞                                     | 「アクシデンタリー・イン・ラヴ」 | ノミネート |
| 音響効果監督組合ゴールデン・リール賞   | 長編アニメ映画部門音響編集賞               | ランディ・トム デニス・レナード ジョナサン・ヌル マリリン・マコッペン デビッド・C・ヒューズ スコット・ギトー J・R・グラブス エワ・ストンプキ ラリー・オートフィールド アンドレ・フェンリー マーク・ヤン・ヴロダーキウィッチュ | ノミネート |
| 2005年MTVムービー&TVアワード           | コメディー演技賞                           | アントニオ・バンデラス | ノミネート |
| MTVムービー・アワード・メキシコ        | 長編アニメ映画部門声優賞                   | エウジェニオ・ダーベス（ドンキー） | 受賞       |
| 2005年キッズ・チョイス・アワード       | 映画賞                                     | | ノミネート |
| 2005年キッズ・チョイス・アワード       | 長編アニメ映画賞                           | | ノミネート |
| 2005年キッズ・チョイス・アワード       | アニメ声優賞                               | マイク・マイヤーズ | ノミネート |
| 2005年キッズ・チョイス・アワード       | アニメ声優賞                               | エディ・マーフィ | ノミネート |
| 2005年キッズ・チョイス・アワード       | アニメ声優賞                               | キャメロン・ディアス | ノミネート |
| オンライン映画・テレビ協会賞           | 長編アニメ映画賞                           | アーロン・ワーナー デビッド・リップマン ジョン・H・ウィリアムズ | ノミネート |
| オンライン映画・テレビ協会賞           | 音楽賞、歌曲賞                             | アダム・デュリッツ チャーリー・ギリンガム ジム・ボギオス デヴィッド・イマーグリュック マシュー・マリー デヴィッド・ブライソン＆ダニエル・ヴィッカーズ（「アクシデンタリー・イン・ラヴ」担当）                                 | ノミネート |
| オンライン映画批評家協会賞             | アニメ映画賞                               | | ノミネート |
| 第31回ピープルズ・チョイス・アワード   | コメディ映画賞                             | | 受賞       |
| 第31回ピープルズ・チョイス・アワード   | 続編賞                                     | | 受賞       |
| 第31回ピープルズ・チョイス・アワード   | アニメ映画賞                               | | 受賞       |
| 第31回ピープルズ・チョイス・アワード   | 映画スター賞                               | エディ・マーフィ | 受賞       |
| 第31回ピープルズ・チョイス・アワード   | 映画悪役賞                                 | ジェニファー・ソーンダース | 受賞       |
| 第31回ピープルズ・チョイス・アワード   | 映画賞                                     | | ノミネート |
| フェニックス映画批評家協会賞           | 歌曲賞                                     | 「アクシデンタリー・イン・ラヴ」 | 受賞       |
| ロシア国家映画賞                       | ブロックバスター映画賞                     | | 受賞       |
| サテライト賞                           | アニメーション・ミックスメディア映画賞     | アンドリュー・アダムソン ケリー・アズベリー コンラッド・ヴァーノン | ノミネート |
| 2005年ティーン・チョイス・アワード     | チョイス・ムービー（アニメ・CG部門）       | | 受賞       |
| 2004年ティーン・チョイス・アワード     | チョイス・ムービー（コメディ部門）         | | 受賞       |
| 2004年ティーン・チョイス・アワード     | 夏のチョイス・ムービー                     | | ノミネート |
| 第3回視覚効果協会賞                    | キャラクター演技賞                         | アントニオ・バンデラス ラマン・ヒュイ | ノミネート |
| ワールド・サウンドトラック・アワード   | 作曲賞                                     | ハリー・グレッグソン＝ウィリアムズ | ノミネート |
| ワールド・サウンドトラック・アワード   | サウンドトラック賞                         | ハリー・グレッグソン＝ウィリアムズ | ノミネート |
| ワールド・サウンドトラック・アワード   | 映画音楽賞                                 | カウンティング・クロウズ | ノミネート |
| ヤング・アーティスト賞                 | ファミリー長編映画賞（アニメーション部門） | | ノミネート |